# REALOVE:REALIFE
「REALOVE:REALIFE」（リアラブ・リアライフ）は、スフィアの4作目のシングル。2010年4月21日にGloryHeavenから発売された。

## 概要
初回限定盤はスリーブケース仕様で、表題曲のPVを収録したDVDが同梱されている。

## 収録曲
CD
1. REALOVE:REALIFE [3:40]
作詞：畑亜貴、作曲・編曲：黒須克彦
  - テレビアニメ『いちばんうしろの大魔王』オープニングテーマ
  - ロック系でバンドみたいな曲である。
2. 手のひらに夢 [3:41]
作詞：rino、作曲：瀬名、編曲：大野宏明
3. REALOVE:REALIFE（Off Vocal）
4. 手のひらに夢（Off Vocal）

DVD（初回限定盤のみ）
1. REALOVE:REALIFE（Music Clip）